# Kepheus
Kepheus (latiniserat Cepheus) var enligt grekisk mytologi kung av Aethiopien (som ej ska blandas samman med Etiopien). Han var son till kung Belos av Egypten och najaden Ankhione.
Han var gift med den sköna Kassiopeia som skröt över sin skönhet; hon sa till och med att hon var vackrare än havsnymferna! Detta gjorde Poseidon, havsguden, rasande. Han sände havsmonstret Cetus för att straffa hela Aethiopien. Kung Kepheus visste inte vad han skulle göra. Han gick till ett orakel och frågade henne om råd. Hon sa att det enda sättet att bli av med havsmonstret och på så sätt rädda landet, var att offra sin enda dotter, Andromeda. Kungen gjorde som oraklet sade och kedjade fast Andromeda vid en klippa i havet. Precis när monstret skulle anfalla Andromeda kom Perseus ridande förbi på sin bevingade häst Pegasos. Han hade precis dödat monstret Medusa och hade hennes huvud i en säck. Han såg hur stackars Andromeda var på väg att bli slukad av monstret så han red ner och visade monstret Medusas ohyggliga huvud och monstret blev till sten. Perseus frigav Andromeda och gifte sig med henne. Aethiopien var räddat, Kassiopeia straffades för sin fåfänga och hamnade på himlavalvet. Kepheus blev snart också en stjärnbild, Cepheus, inte långt från Cassiopeja.